# Opecoelina theragrae
Opecoelina theragrae är en plattmaskart. Opecoelina theragrae ingår i släktet Opecoelina och familjen Opecoelidae. Inga underarter finns listade i Catalogue of Life.